# Корпус для игры в мяч
Корпус для игры в мяч (Жёдепом, фр. Jeu de Paume) — памятник архитектуры. Расположен в Санкт-Петербурге, современный адрес дома — Университетская набережная, 7-9-11 литера О.
Здание построено для Сухопутного шляхетского кадетского корпуса, известно по названию игры в ручной мяч, предшествовавшей теннису, бадминтону и тому подобным играм. Первое специализированное крытое спортивное сооружение России (до этого оборудовались помещения в других зданиях, например, в Зимнем дворце, и оборудовались корты во дворах), одно из крупнейших в мире на момент постройки. Разные источники называют в качестве авторов проекта Александра Кокоринова или Жан-Батиста Валлен-Деламота, даты постройки — 1771—1773 годы или 1778—1782 годы.
У здания три этажа в боковых крыльях и два в центральной части, оно состоит из основного, прямоугольного в плане, корпуса с примыкающими под тупым углом (135°) недостроенными (в стенах оставлены штрабы, кладка образует на торцах зазубрины) боковыми крыльями. Здание сложено из красного крупномерного кирпича, не оштукатурено, но цоколь облицован гранитом, а сандрики и замки сделаны из резного известняка. Одна из версий гласит, что здание было оставлено недостроенным из-за неудобства решения, по другой версии, здание строилось в связи с обучением в корпусе Алексея Бобринского (внебрачного сына Екатерины II) и финансирование прекратилось после того, как он окончил учёбу.
На первом этаже в центральной части находится большой (38х12,9 метра) зал с 18 высокими полуциркульными окнами, распалубки над ними прорезают цилиндрический свод, у зала на втором этаже размеры 32х12,7 метра.
Главная лестница трёхмаршевая, марши опираются на ползучие арки, площадки — на цилиндрические своды на подпружных арках, которые держатся на четырёх столбах. В боковых крыльях использованы сомкнутые своды в редком сочетании с зеркальными сводами, также в конструктивном отношении интересны перекрытия над подвалом.
В 1867 году зал передали Петербургскому Университету для Физического кабинета и Русского физического общества, после чего Жёдепом был перестроен в 1872—1873 годах Иваном Горностаевым. Была разобрана и сложена заново верхняя часть фасада с заменой кровли и смены материала балок с дерева на железо, над южным крылом была возведена кирпичная круглая цилиндрическая башня с вращающимся деревянным павильоном для спектрометрических наблюдений. Был снесён балкон, крытые галереи, тамбур.
В 1867—1870 годах здание было арендовано у Университета Врачебно-гимнастическим обществом, которое создало, преимущественно для студентов Университета, двухгодичные курсы по подготовке учителей гимнастики «ввиду крайней потребности России в учителях гимнастики, которая до сего времени находилась в руках людей, совершенно непригодных для преподавания её». На этих курсах в 1895—1897 годах преподавал Пётр Лесгафт. В конце XIX века в здании были открыты «Курсы шведской гимнастики и атлетики».
18 декабря 1897 года в здании состоялось заседание Русского физико-химического общества, на котором Александр Попов принял первую в России радиограмму (слово «Герц»), посланную его ассистентом Петром Рыбкиным из соседнего здания химической лаборатории (на мемориальной доске на здании указана дата 24 (12) марта 1896 года).
В 1900 году в верхнем этаже разместили библиотеку. С 1928 года на чердаке здания был оборудован тир, были построены раздевалки и душевые, в верхнем зале проходили занятия физкультурой. Потом в здании разместили научную лабораторию, исследующую физическую работоспособность и с 1964 года выпускающую ежегодник «Вопросы физического воспитания студентов».
Недостроенные крылья со штрабами используются для занятий по скалолазанию.